# Эскада (Пернамбуку)
Эскада (порт. Escada) — муниципалитет в Бразилии, входит в штат Пернамбуку. Составная часть мезорегиона Мата-Пернамбукана. Входит в экономико-статистический микрорегион Мата-Меридиунал-Пернамбукана. Население составляет 59 850 человек на 2007 год. Занимает площадь 347 км². Плотность населения — 173,3 чел./км².
Праздник города — 24 мая.

## История
Город основан 24 мая 1873 года.

## Статистика
- Валовой внутренний продукт на 2005 год составляет 211 391 000 реалов (данные: Бразильский институт географии и статистики).
- Валовой внутренний продукт на душу населения на 2005 год составляет 3627 реалов (данные: Бразильский институт географии и статистики).
- Индекс развития человеческого потенциала на 2000 год составляет 0,645 (данные: Программа развития ООН).

## География
Климат местности: тропический дождливый. В соответствии с классификацией Кёппена, климат относится к категории As'.